# Capela Regală din Gdańsk

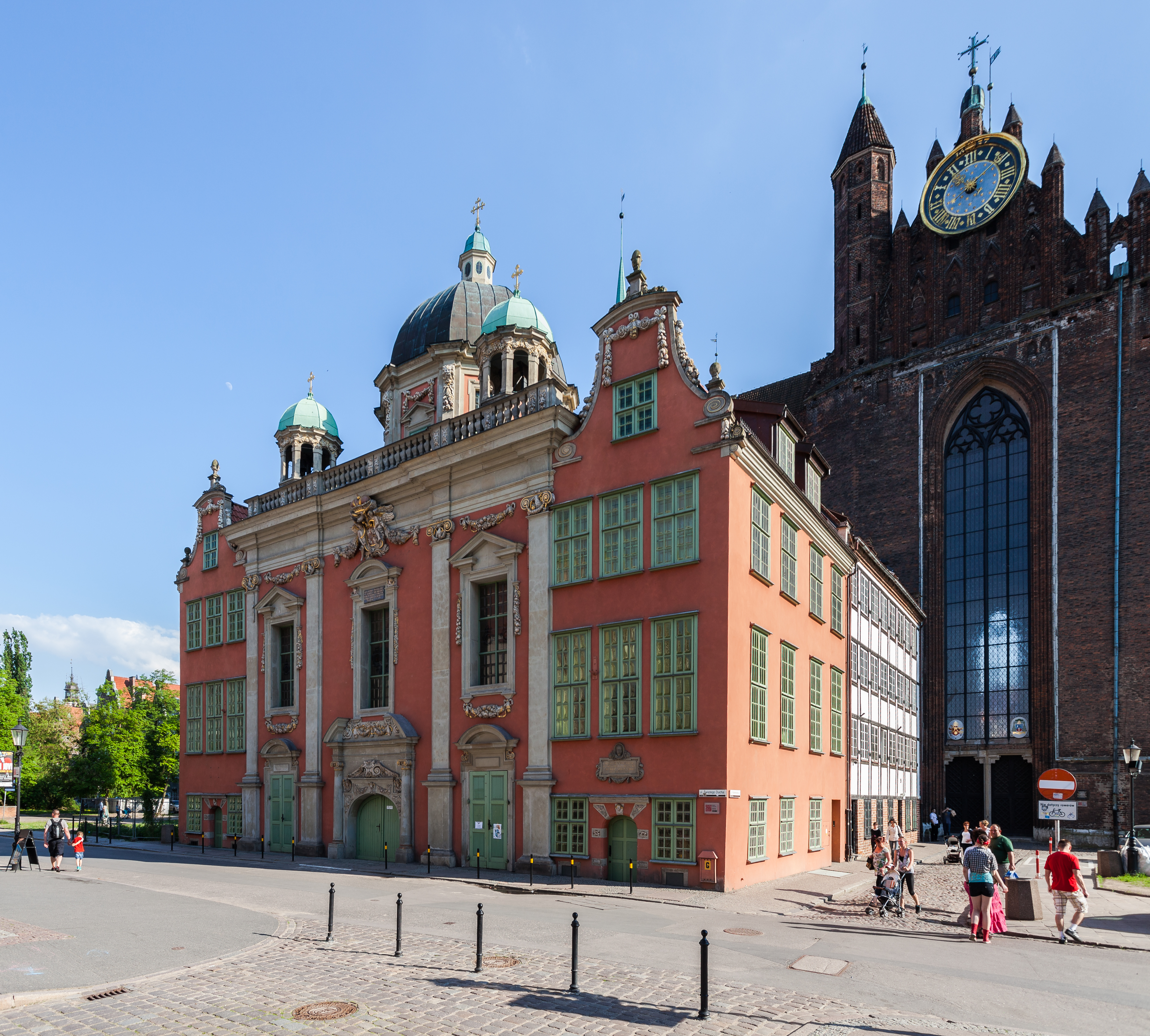
Capela Regală din Gdańsk

Capela Regală din Gdańsk este singura biserică barocă din centrul istoric al Gdańskului. A fost construită de Ioan al III-lea Sobieski și de primatul Andrzej Olszowski, în 1678-1681 (arh. Barthel Ranisch, după proiectul de arhitectură regală al lui Tylman van Gameren).